# Cerkiew Narodzenia Matki Bożej w Kuriste
Cerkiew pod wezwaniem Narodzenia Matki Bożej – prawosławna cerkiew parafialna w Kuriste (na wyspie Hiuma), w dekanacie zachodnim archieparchii tallińskiej Estońskiego Apostolskiego Kościoła Prawosławnego.

## Historia

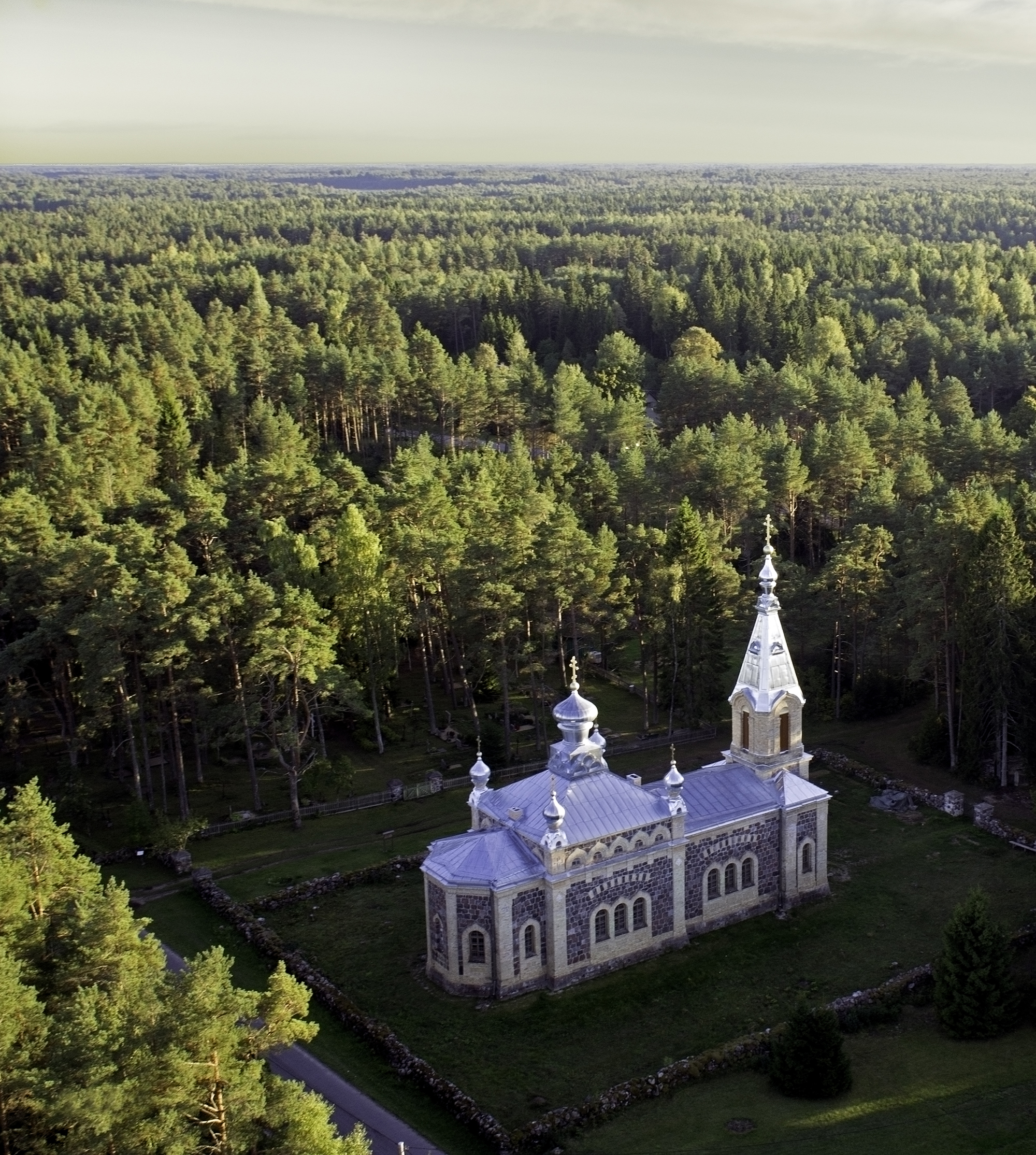
Cerkiew z lotu ptaka (2013)

Świątynię zaprojektowało dwóch architektów – K.Nyman i I.Dmitrijewski. Budowę rozpoczęto 17 maja 1888 r.; prace wykonywali miejscowi mieszkańcy. Żółte cegły, z których wzniesiono cerkiew, sprowadzono z Rygi. Konsekracja gotowej świątyni miała miejsce 27 lipca 1890 r.
W sąsiedztwie cerkwi wzniesiono budynek, w którym urządzono szkołę cerkiewną oraz plebanię. Założono także cmentarz.
W XXI w. przeprowadzono gruntowny remont świątyni – do 2011 r. wymieniono dach, podłogę oraz wykonano nową dekorację wnętrza; do 2013 r. odrestaurowano wieżę-dzwonnicę.
Główne święto cerkiewne (Narodzenie Matki Bożej) obchodzone jest 8 września.